# Photonectes margarita
Photonectes margarita – gatunek głębinowej ryby z rodziny wężorowatych (Stomiidae). Osiąga maksymalną długość 39,6 cm. Gatunek batypelagiczny, notowany na głębokościach do 5087 m p.p.m. we wszystkich oceanach, od 40° N do 29° S i od 98° W do 150° E.